# كينيون رايت
كينيون رايت (بالإنجليزية: Kenyon Wright)‏ هو سياسي بريطاني، ولد في 31 أغسطس 1932 في المملكة المتحدة، وتوفي في 11 يناير 2017. حزبياً، نشط في الديمقراطيون الليبراليون.